# 地球をさがして
「地球をさがして」（ちきゅうをさがして）は、日本の男性アイドルグループである光GENJIの楽曲。同グループの6枚目のシングルとして、1989年3月6日にポニーキャニオンからリリースされた。

## 制作
カップリング曲の「NEW! 青春にはまだ早い」は、同年にリリースされたアルバム『Hey! Say!』に収録されている「青春にはまだ早い」のリメイクで、ボーカルも新たに録り直しされているため、タイトルに「NEW!」が付いている。サビでは、各曜日の英語が歌われているが、なぜか「Saturday」がない。

## 収録曲
| 全編曲: 佐藤準。 |                           |            |           |       |
| #                | タイトル                  | 作詞       | 作曲      | 時間  |
| 1.               | 「地球をさがして」        | 吉澤久美子 | 都志見隆  | 5:02  |
| 2.               | 「NEW! 青春にはまだ早い」 | 高柳恋     | 佐藤準    | 5:38  |
| 合計時間:        | 合計時間:                 | 合計時間:  | 合計時間: | 10:40 |

| 全編曲: 佐藤準。 |                                                 |            |           |       |
| #                | タイトル                                        | 作詞       | 作曲      | 時間  |
| 1.               | 「地球をさがして」(歌入り)                      | 吉澤久美子 | 都志見隆  | 5:02  |
| 2.               | 「地球をさがして」(オリジナル・カラオケ)        |            |           | 5:02  |
| 3.               | 「NEW! 青春にはまだ早い」(歌入り)               | 高柳恋     | 佐藤準    | 5:38  |
| 4.               | 「NEW! 青春にはまだ早い」(オリジナル・カラオケ) |            |           | 5:38  |
| 合計時間:        | 合計時間:                                       | 合計時間:  | 合計時間: | 21:20 |

## リリース履歴
| 規格            | 発売日       | レーベル         | 品番      |
| --------------- | ------------ | ---------------- | --------- |
| 7インチレコード | 1989年3月6日 | ポニーキャニオン | 7A 0955   |
| CT              | 1989年3月6日 | ポニーキャニオン | 10P 13337 |
| 8cmCD           | 1989年3月6日 | ポニーキャニオン | S10A 0246 |